# Дезмънд Хюм
Дезмънд Дейвид Хюм (на английски: Desmond David Hume) е герой от американския сериал „Изгубени“ на телевизия ABC. Ролята се изпълнява от Хенри Йън Кюзик. Дезмънд е кръстен на известния философ Дейвид Хюм. Дезмънд не е от пътниците на Полет 815. Той корабокрушира на острова три години преди катастрофата. Впоследствие Дезмънд напуска острова с Океанската шесторка и се събира с негова любов Пени Уидмор (Соня Уолгър). Възприемането му е много позитивно. В българския дублаж Дезмънд се озвучава от Николай Николов, от Кирил Ивайлов в четвърти и пети сезон на AXN, като в четвърти е кредитиран като Бояджиев и от Стоян Алексиев в шести сезон на AXN.